# جون جوزيف كولينز
جون جوزيف كولينز (بالإنجليزية: John Joseph Collins)‏ هو محام بالقضاء العالي أيرلندي، ولد في 23 مايو 1944.